# Harrisville (Virginia Occidentale)
Harrisville è un comune degli Stati Uniti d'America, situato nello Stato della Virginia Occidentale, nella Contea di Ritchie, della quale è il capoluogo.